# Нарвская мужская гимназия
Нарвская мужская гимназия — среднее учебное заведение в Российской империи. Находилась в городе Нарве, современный адрес — ул. Краави, 2.

## История
Решение об открытии в Нарве гимназии было принято в апреле 1875 года, а уже первого сентября 1875 года прогимназия в составе приготовительного и двух основных классов была открыта. Для прогимназии был арендован дом баронессы Арпсгофен на Рыцарской улице, но уже через два года (1877) состоялся переезд в предварительно отремонтированное здание Нарвского высшего уездного училища, постройки конца XVIII века, принадлежавшее в начале XIX века коменданту Нарвской крепости барону Велио, а в 1847 году приобретённого для уездного училища.
Первый набор — 42 мальчика, постепенно число обучавшихся росло (403 в 1917 году). Первоначально были открыты приготовительный и первые два основных класса. Принимались дети всех сословий и вероисповеданий, сдавшие приёмные экзамены. Обучение было платным (в 1875 — в приготовительном классе 20 рублей, в основном — 30 рублей в год), но гимназия получала финансовую поддержку от правительства и городского управления. Существовали назначаемые по представлению педагогического совета гимназии стипендии: две имени Императора Александра II (на средства священника П. Иовлева и Русского Общественного собрания), с 1902 года — две стипендии имени А. С. и М. Б. Лаврецовых, с 1907 — стипендия имени действительного статского советника А. Гана. Гимназисты пользовались полным пансионом. Первый выпуск в 1883 году состоял из 6 человек.
Решением Государственного Совета, по ходатайству города, Нарвская четырехклассная прогимназия 22 февраля 1879 года была преобразована в шестиклассную, а 22 сентября 1881 года — в полную гимназию, состоявшую из приготовительного и восьми основных классов; в приготовительный класс поступали мальчики 7—10 лет, а в 1 класс — не младше 10 лет. Преподавались русский язык и логика, математика, французский, немецкий, латинский и греческий языки, физика, космография, история, география, природоведение, Закон Божий. С 1905 года было введено законоведение, с 1909 — фехтование на рапирах для старшеклассников, с 1910 — гимнастика и военный строй.
В октябре 1915 года большая часть помещений гимназии были заняты 121-м полевым госпиталем, который находился здесь до января 1918 года. Для учебного процесса использовались 4 класса, физический кабинет и коридор, пришлось организовать двухсменный учебный процесс. В августе 1917 года предлагалось эвакуировать гимназию в Кирсанов.
После германской оккупации Нарвы в марте 1918 года занятия в гимназии велись с перерывами, значительная часть здания гимназии была занята оккупационными войсками. Сначала преподавание Закона Божия было отменено, введено изучение эстонского языка — обязательное для эстонцев. В это же время были отменены должности директора и инспектора гимназии, замененные председателем педагогического совета и его товарища. С 18 июня немецкими властями был назначен школьный инспектор (Schulinspektor) пастор Галлер, который контролировал работу всех школ города и его окрестностей. С нового учебного года мужская гимназия была преобразована в реальную по прусскому образцу с девятью классами; количество уроков немецкого языка было увеличено, был запланирован перевод преподавания всех предметов на немецкий язык. Эти планы остались неосуществлёнными, но гимназия сильно пострадала, здание нуждалось в ремонте, библиотека лишилась многих книг. В конце ноября 1918 года город был занят войсками Красной армии, а в январе 1919 года — эстонскими войсками. Новыми властями было решено объединить мужскую и женскую гимназии и открыть гимназии с совместным обучением: одну — с эстонским, а вторую — с русским языками преподавания. В русской школе было организовано два отделения — гуманитарное, с преобладанием языков, и реальное, с преобладанием точных наук (разделение начиналось с третьего класса), добавилось изучение эстонского языка.
Учебное заведение, бывшая мужская гимназия, неоднократно меняло свое название: 1919/1920 учебный год — Нарвская русская средняя школа; 1921/1922 учебный год — Нарвская 2-я реальная гимназия, а затем — Нарвская русская гимназия. Занятия были перенесены в здания бывшей Братской Св. Владимирской двухклассной школы.
В 1927 году по предложению Министерства просвещения в гимназии было сокращено число классов с 10 до 7. В таком виде гимназия просуществовала до 1941 года. В годы Великой Отечественной войны гимназическое здание было значительно разрушено, но после войны восстановлено. К началу 1945/46 учебного года здесь начала работу средняя школа с эстонским языком обучения, затем располагалась Нарвская восьмилетняя 3-я школа им. А. С. Пушкина. С 1 сентября 2000 года здесь размещается Нарвская Ваналиннаская государственная школа.

## Персоналии
Директора
- 22.09.1881—1888: Келлер, Рудольф Богданович
- 01.08.1888—1893: Давиденков, Алексей Иванович
- 07.01.1893—1904: Евгенов, Иван Михайлович
- 23.03.1904—1906: Иванов, Константин Алексеевич
- 01.08.1906—1921: Давиденков, Алексей Иванович

Выпускники
Выпускники Нарвской мужской гимназии